# Lupsault
Lupsault é uma comuna francesa na região administrativa da Nova Aquitânia, no departamento de Charente. Estende-se por uma área de 11,47 km². Em 2010 a comuna tinha 103 habitantes (densidade: 9 hab./km²).